# Albion (Iowa)
Pour les articles homonymes, voir Albion (homonymie).
Albion est une ville du comté de Marshall, en Iowa, aux États-Unis. Elle est fondée en 1852 sous le nom de Lafayette et incorporée le 8 mars 1870.

## Source de la traduction
- (en) Cet article est partiellement ou en totalité issu de l’article de Wikipédia en anglais intitulé « Albion, Iowa » (voir la liste des auteurs).